# 王可學
王可學（1491年—1517年），字時敏，順天府固安縣人，民籍，明朝政治人物、進士出身。

## 生平
順天府鄉試第一百五名舉人。正德十二年（1517年），登丁丑科第三甲第四十一名進士。兵部观政，未仕卒。

## 家族
曾祖父王陸恭；祖父王海；父親王鑑。母潘氏；繼母孫氏。严侍下。